# Buzes
Buzes (em grego: Βούζης; fl. 528-556) foi um general bizantino ativo no reinado do imperador Justiniano (r. 527–565) nas guerras contra o Império Sassânida. Participou primeiro na Guerra Ibérica e em Guerra Lázica tendo, em ambos os conflitos, participado de importantes batalhas. No ínterim, particularmente no ano 540, atuou na supressão da revolta armênia liderada por Artabanes que custou a vida dos oficiais bizantinos Acácio e Sitas. Em Constantinopla, após permanecer alguns anos encarcerado por ter, segundo Procópio, ofendido a imperatriz Teodora, envolveu-se, a favor do oficial Germano, na conspiração palaciana, arquitetada pelo mesmo Artabanes, que tencionada assassinar Justiniano.

## Biografia

### Família
Buzes, um nativo da Trácia, era provavelmente um filho do general e rebelde Vitaliano sendo também, segundo Procópio de Cesareia, irmão dos oficiais Cutzes e Venilo. Além deles, Buzes teve uma irmã de nome desconhecido que era mãe de Domencíolo.

### Guerra Ibérica

Fronteira oriental na Antiguidade Tardia

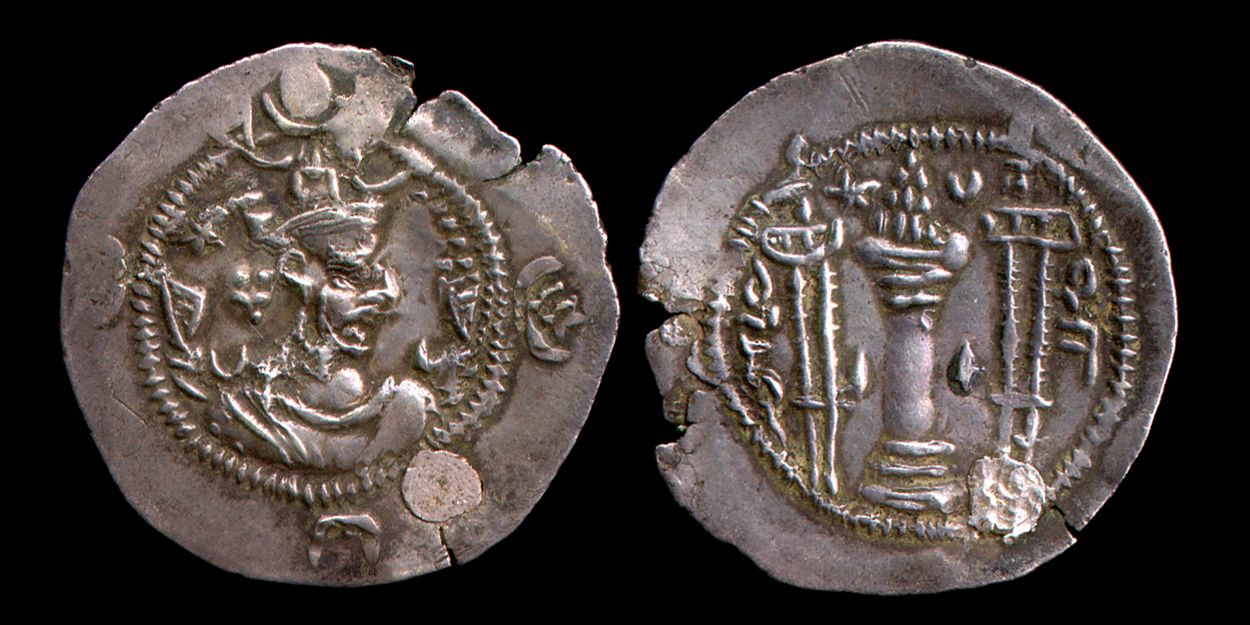
Dracma de (r. 488–496; 499–531)

Buzes foi atestado pela primeira vez em 528, como duque da Fenícia Libanense, junto de seu irmão Cutzes. (A província deles fazia parte da mais ampla Diocese do Oriente e continha áreas a leste do Monte Líbano). Buzes estava situado em Palmira e Cutzes em Damasco. Ambos são descritos como jovens na época por Procópio. A primeira missão conhecida deles enviou-os para as linhas de frente da Guerra Ibérica contra o Império Sassânida. Belisário, um famoso general bizantino, estava tentando construir uma fortaleza em Minduo. Incapaz de defender os trabalhadores com suas próprias forças, foi reforçado por tropas provenientes de dois exércitos orientais, um dos quais comandado por Cutzes e Buzes. Uma batalha se seguiu no local e como consequência os romanos sofreram uma pesada derrota, havendo inúmeras baixas, bem como prisioneiros, dentre os quais o próprio Cutzes, que foram levados à Pérsia, onde foram permanentemente confinados numa caverna. Além disso, a fortaleza, que estava incompleta, foi arrasada pelos persas.
Buzes sobreviveu à derrota. Esteve na Batalha de Dara de junho de 530, na qual serviu no comando da cavalaria ao lado de Faras; entre seus assistentes estava André, que distinguiu-se no primeiro dia da batalha. O confronto concluiu-se favoravelmente para os bizantinos, que fizeram os persas recuarem. Em 531, não pôde participar da Batalha de Calínico (19 de abril), pois foi para Amida devido a uma doença. Zacarias Retórico mencionou que encarregou seu sobrinho Domencíolo de liderar um exército a Abgarxate, cuja localização é desconhecida. As forças bizantinas enfrentaram os sassânidas e foram derrotadas. O próprio Domencíolo foi capturado por seus inimigos e transportado ao interior do Império Sassânida, onde ficou até 532 quando a Paz Eterna foi concluída entre os dois poderes e foi liberado "numa troca de prisioneiros". Em setembro/outubro, Buzes e Bessas foram comandantes conjuntos da guarnição de Martirópolis. Uma grande força sassânida comandada pelos oficiais seniores Aspebedes, Mermeroes e Canaranges sitiou a cidade, mas a aproximação do inverno e de reforços bizantinos provenientes de Amida e a morte repentina de Cavades I (r. 488-496; 499-531) levaram os persas a levantarem cerco em novembro ou dezembro.

### Revolta armênia

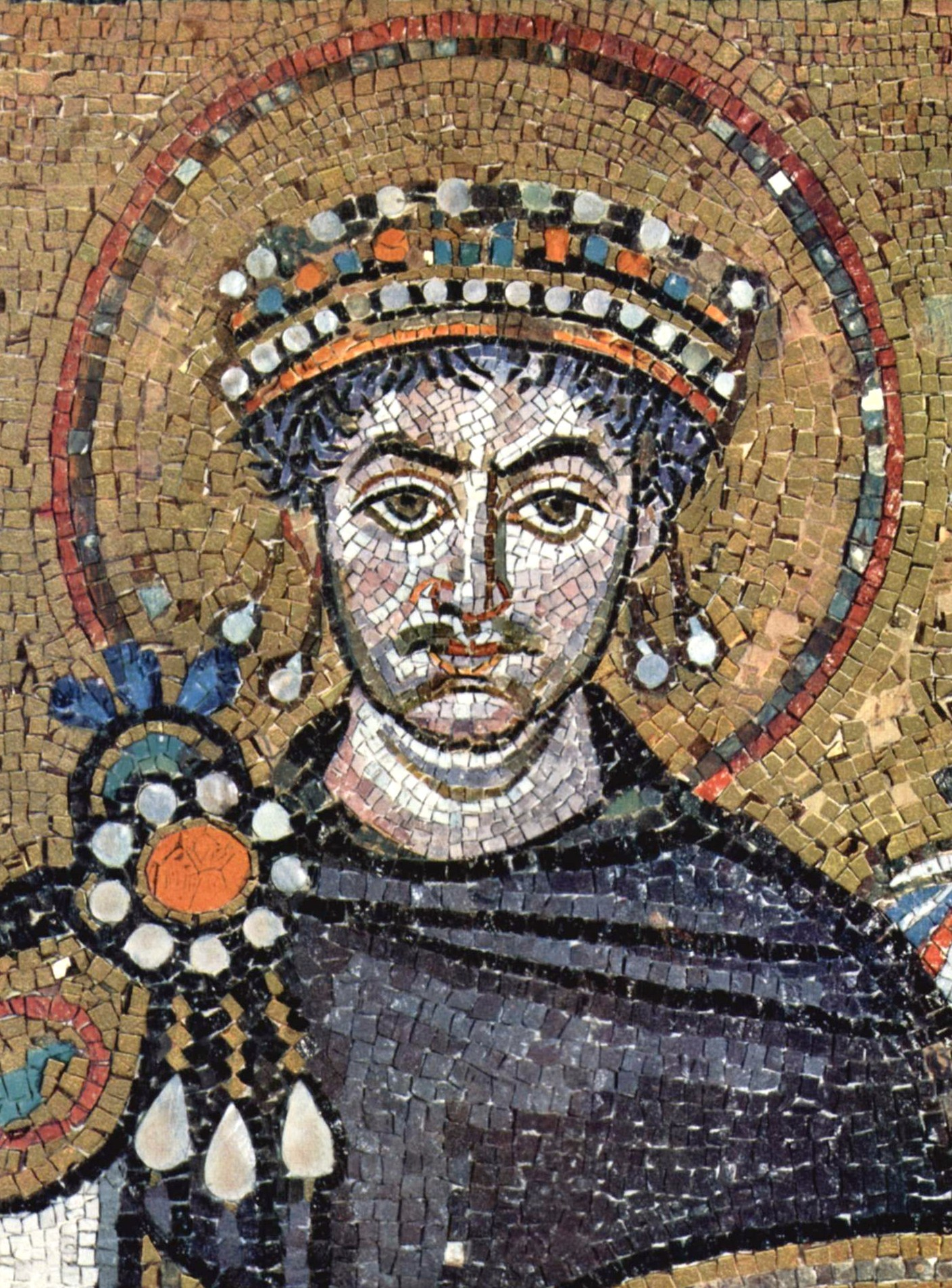
Detalhe de um dos mosaicos da Basílica de São Vital representando o imperador Justiniano r.

Buzes ressurgiu em 538/9 quando sucedeu o falecido Sitas no comando da Armênia romana. Foi encarregado de acabar com a revolta armênia em curso. Seus esforços incluíram o assassínio de João, um descendente do ramo armênio dos arsácidas e pai do futuro general Artabanes, que foi de encontro a Buzes, juntamente com seu genro Vasaces, na esperança que concluir uma trégua. Em 540, Justiniano nomeou ele e Belisário como mestres dos soldados do Oriente. Comandou a área entre o Eufrates e a fronteira persa e também manteve provisoriamente o comando sobre as áreas de Belisário, que foi reconvocado à Itália para combater na Guerra Gótica; Belisário não ocuparia seu novo posto até a primavera de 541. Na primavera, os persas atacaram, mas evitaram fortalezas na Mesopotâmia, indo aos alvos mais fáceis da Síria e Cilícia. Em meados do verão, tomara Sura. Buzes, que estava em Hierápolis, deixou a cidade sob comando das melhores tropas, prometendo voltar se fosse ameaçada pelo inimigo. Procópio mencionou o discurso que teria feito para os cidadãos de Hierápolis:
| “ | Sempre que os homens são confrontados com a luta contra assaltante com quem estão empatados em força, não é de todo razoável que deveriam se envolver num conflito aberto com o inimigo; mas para aqueles que são por comparação muito inferiores que seus oponentes seria mais vantajoso contornar o inimigo com alguns tipos de truques para se arregimentarem contra eles e, assim, entrar em perigo previsto. Como é grande, agora, o exército de Cosroes, vocês estão seguramente informado. E se, com este exército, deseja nos capturar por cerco, e se nós continuarmos a luta do muro, é provável que, enquanto nossos suprimentos nos faltarão, os persas garantirão tudo o que precisam de nossa terra, onde não haverá ninguém para se opor a eles. E se o cerco é prolongado, desta forma, acredito também que o muro da fortificação não vai resistir aos assaltos do inimigo, pois em muitos lugares é mais suscetível de ataque e, assim, danos irreparáveis virão para os romanos. Mas se com uma parte do exército nós guardarmos os muros da cidade, enquanto o resto de nós ocupa as alturas sobre a cidade, nós vamos fazer ataques a partir daí, por vezes sobre o campo de nossos antagonistas, e às vezes sobre aqueles que são enviados ao saque de provisões e, assim, obrigar Cosroes a abandonar o cerco imediatamente e fazê-lo se retirar dentro de um curto tempo; pois não será capaz de dirigir seu ataque sem medo contra as fortificações, nem de fornecer qualquer uma das necessidades de seu grande exército. | ” |

Porém, Procópio acusou Buzes de simplesmente ter desaparecido, sendo os hierapolitanos e os próprios sassânidas incapazes de encontrá-lo. É citado novamente mais tarde naquele ano em Edessa quando, segundo as fontes, impediu que os cidadãos locais pagassem o resgate dos prisioneiros detidos em Antioquia.

### Guerra Lázica

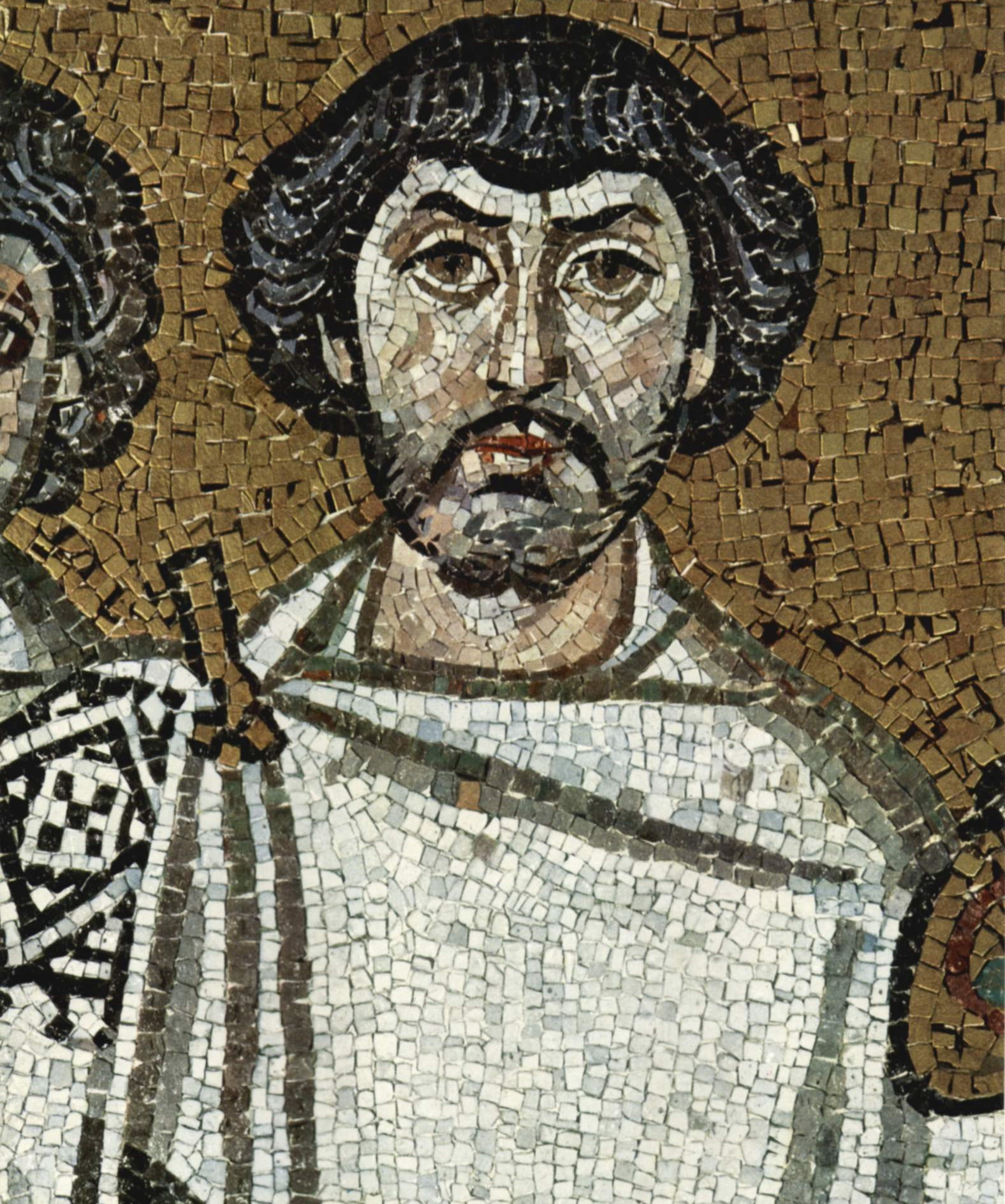
Possível representação de Belisário num dos mosaicos da Basílica de São Vital, em Ravena

As hostilidades de 540 deram lugar à Guerra Lázica (541–562). Em 541, Buzes foi registrado como um dos vários comandantes bizantinos em Dara para decidir sobre um curso de ação. Considerando que Cosroes estava naquele momento ocupado com uma invasão heftalita, Belisário, que havia chego na Mesopotâmia, se decidiu por atacar com todo seu exército o território persa; Buzes esteve dentre aqueles que apoiaram a decisão. Enquanto Buzes provavelmente serviu sob Belisário neste campanha, suas atividades específicas não são mencionadas. A força de invasão bizantina falhou em capturar Nísibis, embora tenham capturado Sisaurano. Na temporada de campanha de 542, Cosroes mais uma vez invadiu o Império Bizantino. Buzes, Justo e outros oficiais retiraram-se a Hierápolis e escreveram carta pedindo ajuda a Belisário:
| “ | Mais uma vez Cosroes, como você mesmo sabe, sem dúvida, tomou o campo contra os romanos, trazendo um exército muito maior do que antigamente; e onde está tencionando ir ainda não é evidente, a não ser que ouvimos que está muito próximo, e que prejudicou lugar nenhum, mas está sempre se movendo à frente. Mas venha a nós o mais rápido possível, se de fato és capaz de escapar da detecção pelo exército do inimigo, a fim de que tu mesmo possas estar seguro ao imperador, e que possas juntar-se a nós para guardar Hierápolis. | ” |

Belisário, em vez disso, moveu-se em direção a Dura Europo, convocando os demais líderes para lá:
| “ | Se, agora, Cosroes está a decorrer contra quaisquer outros povos, e não contra assuntos dos romanos, este vosso plano é bem considerado e garante o maior grau possível de segurança; pois é grande loucura para aqueles que têm a oportunidade de ficar quietos e se livrar de problemas para entrar em qualquer perigo desnecessário, mas se, imediatamente após a partida a partir daqui, este bárbaro cair em cima de algum outro território do imperador Justiniano, e excepcionalmente bom, mas sem qualquer guarda de soldados, estejam certos que morrer valorosamente é melhor em todos os sentidos do que ser alvo numa luta. Por isso justamente ser chamado não salvação, mas traição. Mas venham o mais rápido possível para Europo, onde, após a recolha do exército todo, espero lidar com o inimigo como Deus permitir. | ” |

### Queda do favor imperial e últimos anos

Mapa de Lázica

No verão de 542, Constantinopla foi afetada pela chamada Praga de Justiniano. O próprio imperador pegou a praga e havia discussões da sucessão iminente. Belisário e Buzes, ausentes em campanha, juraram supostamente se opor a qualquer sucessor designado sem seu consentimento. Teodora se ofendeu e chamou-os de volta para Constantinopla para enfrentar julgamento. Buzes foi capturado em seu retorno. Supostamente passou dois anos e quatro meses (final de 542 - começo de 545) numa câmara subterrânea situada abaixo dos aposentes femininos do palácio. Depois de liberado, Procópio sugeriu que continuou a sofrer de visão falha e problemas de saúde pelo resto de sua vida. Em 542, foi citado como άνηρ εξ υπάτων γενόμενος, o que talvez sugere que era consul honorário.
No fim do verão ou começo do outono de 548, Germano confidenciou a Buzes e Constanciano sobre a conspiração de Artabanes, um complô para assassinar Justiniano. Embora Justiniano tenha prendido os conspiradores, Germano e seus filhos também ficaram sob suspeita. Em particular, porque alertaram os generais leais, mas falharam em informar o imperador. Buzes, Constanciano, Marcelo e Leôncio testemunharam sob juramente pela inocência deles. Na primavera de 549, Buzes esteve mais uma vez ativo em campanha. Liderou (junto de Arácio, Constanciano e João), um exército de 10 mil cavaleiros. Foram enviados para auxiliar os lombardos contra os gépidas. A campanha foi de curta duração, pois os povos concluíram um tratado de paz, fazendo a presença bizantina desnecessária. Esta é a última vez que Buzes foi mencionado por Procópio.
Sua próxima menção foi por Agátias, ca. 554-556, como um dos generais no comando do exército em Lázica. Em 554, Bessas foi o comandante chefe nesta área. Martinho, mestre dos soldados da Armênia, parece ter sido o segundo-no-comando. Justino serviu como representante de Martinho e foi aparentemente o terceiro em linha, enquanto Buzes ficou em quarto na cadeia de comando. Agátias registrou que eram veteranos de guerras anteriores. Bessas foi demitido do ofício em 554/5, deixando Martinho como o comandante-em-chefe. Diz-se, explicitamente, que foi o terceiro-em-comando. Em setembro/outubro de 555 três deles e o sacelário Rústico foram ao encontro de Gubazes II (r. 541–555). Justino e Buzes teriam pensado que estavam a discutir o plano de ataque contra as forças sassânidas no forte de Onoguris. Martinho e Rústico mataram Gubazes, aparentemente chocando Buzes. Contudo, logo suspeitou que o próprio Justiniano havia ordenado o assassinato. Assim, conteve-se. Preparações para o ataque em Onoguris continuaram, mas os reforços sassânidas começaram a chegar. Buzes sugeriu que deveriam lidar com os recém-chegados em primeiro lugar, mas foi ignorado. Os bizantinos perderam a Batalha de Onoguris e Buzes guardou com sucesso a travessia da ponte, durante a retirada subsequente. Seus esforças salvaram a vida de muitos soldados. No começo de 556, foi ordenado a defender Neso (uma ilha menor) no Fásis. Mais tarde, Justino juntou-se a ele. Os dois continuaram guardando a ilha, enquanto o resto do exército fez campanha contra os misimianos (uma tribo local). Buzes não é mencionado novamente.